# Proasellus infirmus
Proasellus infirmus is een pissebed uit de familie Asellidae. De wetenschappelijke naam van de soort is voor het eerst geldig gepubliceerd in 1936 door Birstein.